# Paulo Americo
Paulo Americo (Rio de Janeiro, 10 augustus 1970) is een Braziliaans voormalig profvoetballer.
Americo was een aanvaller en speelde vroeger bij onder meer de Duitse clubs TuS Koblenz, SC Pfullendorf, FV Engers en TSG Wörsdorf en bij het Belgische Antwerp FC.
Americo had tijdens de periode 2005-07 geen club doordat hij in 2005 al een eerste maal had aangekondigd te stoppen met voetballen.
| Club       | Seizoen | Wedstrijden | Doelpunten |   |   |
| ---------- | ------- | ----------- | ---------- | - | - |
| Antwerp FC | 1997-98 | 18          | 11         | 3 | 0 |
| Antwerp FC | 1998-99 | 1           | 1          | 0 | 0 |
| Totaal     |         | 19          | 12         | 3 | 0 |